# 18175 Jenniferchoy
18175 Jenniferchoy è un asteroide della fascia principale. Scoperto nel 2000, presenta un'orbita caratterizzata da un semiasse maggiore pari a 2,8957416 UA e da un'eccentricità di 0,0514140, inclinata di 1,97668° rispetto all'eclittica.